# Satriani Live!
Satriani Live! es un doble álbum en vivo del guitarrista virtuoso Joe Satriani.

## Lista de temas
Todas los temas escritos por Joe Satriani.

### Disco 1
1. "Flying in a Blue Dream" - 8:38
2. "The Extremist" - 3:43
3. "Redshift Riders" - 7:51
4. "Cool #9" - 8:02
5. "A Cool New Way" - 10:00
6. "Satch Boogie" - 5:18
7. "Super Colossal" - 4:17
8. "Just Like Lightnin'" - 5:00
9. "Ice 9" - 4:28
10. "One Robot's Dream" - 8:02

### Disco 2
1. "Ten Words" - 4:31
2. "The Mystical Potato Head Groove Thing" - 7:30
3. "The Meaning of Love" 5:27
4. "Made of Tears" - 10:24
5. "Circles" - 9:49
6. "Always with Me, Always with You" - 9:43
7. "Surfing with the Alien" - 7:48
8. "Crowd Chant" - 3:18
9. "Summer Song" - 9:29

## Personal
- Joe Satriani - guitarra, armónica, Teclado
- Galen Henson - guitarra rítmica
- Dave LaRue - bajo
- Jeff Campitelli - batería
- CCPHOTOART - fotografías

- Datos: Q747764